# MIKAMI
MIKAMI（ミカミ、本名：三上 恭平（みかみ きょうへい）、1973年12月28日 - ）は、日本のプロレスラー。島根県浜田市出身。入場時に持ち込む脚立（ラダー）がトレードマーク。

## 略歴
中学時代は器械体操部に所属し、高校時代はレスリング（グレコローマンスタイル58kg級）で国体に出場している。
1993年1月にユニバーサル・プロレスリング入門。同期は星川尚浩。ユニバーサル活動休止となった同年みちのくプロレスに練習生として所属するも一度退団。94年に再入門するもデビューは果たせず退団、その後1996年7月、高野拳磁率いるPWCに入門する。練習生としてレフェリーも経験しながら、1996年10月17日の北沢タウンホール大会にて対野沢一茂戦でデビュー。その日がPWCの最後の興行となった。
1997年3月25日、日比谷ラジオシティにてPWC高木三四郎、野沢一茂、三上恭平の三人でDDTプロレスリングのプレ旗揚げ興行を行う。そこでの「DDTとして旗揚げしてもよいか」というアンケートで過半数を得て、5月14日に北沢タウンホールで正式旗揚げ。2000年、プエルトリコに遠征。IWAライトヘビー級王者ミステル・アギラの初防衛戦の相手に急遽選ばれスクールボーイで勝利、第二代王者となりその後5回の防衛に成功。ついたニックネームはsuicideboy。
同年4月に凱旋帰国を果たし、ふてぶてしく天狗になったキャラクターへとギミックを変更。高木三四郎からピンフォールを奪う。天狗になった鼻高々のムーブと「世界を獲ったMIKAMI様の必殺のスク〜ルボ〜イ!」の発言でキャラを確立する。
同時期に、タノムサク鳥羽とのタッグチーム「Suicideboyz（スーサイドボーイズ）」を結成。佐々木貴＆西野湧喜の「DDT生徒会」との抗争を繰り広げた。Suicideboyzは現在も存続しており、息の長いタッグチームとなっている。
2005年6月、DDT内の別ブランドとして軽量級選手中心のCruiser's Gameを立ち上げる。
DDTが運営するスポーツバー「ドロップキック」の初代店長である。
かなりの競馬好きで2012年と2016年にグリーンチャンネル「競馬場の達人」に出演、自身のブログでも読者参加型の予想ゲームを展開している。
2014年より自分と同じ苗字で横浜DeNAベイスターズの三上朋也のユニフォームを着て登場することがあり、DeNA公式がTwitterで取り扱った事により知られる事となる。
2015年6月16日、DDT退団を発表。所属選手としての最終試合は7月19日の後楽園ホール大会で、以降はフリーとして活動する。8月のDDT両国国技館大会にはフリーで参戦。フリー転向後はプロレスリングFREEDOMS、アパッチプロレス軍、美月凛音主催の歌舞伎町プロレス、暗黒プロレス組織666、プロレスリング華☆激などのさまざまな団体に参戦中。
9月23日、プロレスリング華☆激さざんぴあ博多大会に参戦、コスモ☆ソルジャーから博多ライトヘビー級王座を奪取。
2016年1月31日、美月凛音とWEWタッグ王座を戴冠。
2月25日、KAIENTAI DOJO後楽園ホール大会でTAKAみちのくに呼びこまれTAKA率いるTEAM 69 ROLLに加入。
2018年4月、『MIKAMIプロレス教室』を開設。東京都足立区にあるPURE-J女子プロレス道場(通称「亀アリーナ」)にて毎週行なっている。
2020年9月6日、HASEGAWAとWEWタッグ王座を戴冠。

## 得意技
プロレスラーとしてはかなり小柄だが、思い切りの良さと身体を張ったファイトを得意とする。
スワントーンボム
前方回転してのセントーン。
MIKAMIのスワントーンは空中で綺麗に反る姿勢が美しい。特にリング上に設置したラダー最上段から放つものはヴォルカニックボムと呼ばれる。
ミッキーブーメラン
トップロープとセカンドロープを掴み回転して反転。相手の顔面にドロップキックを放つ。初代タイガーマスクがフェイント技として使用していたフィンタ・デ・レギレテを改良した技である。
レイ・ミステリオの619に似ているがこちらが原型となっている。ミステリオと親交のあるリッキー・マルビンがDDTの大会でMIKAMIのミッキーブーメランを目撃。伝え聞いたミステリオが改良して619を誕生させた。
別名180°（ワンエイティ）ブーメラン
450°（フォーフィフティ）スプラッシュ
ファイヤーバードスプラッシュと同型。
スーサイドボム
後方450度回転セントーン。
ディープ"M"インパクト
前方630°回転スプラッシュ。ジャック・エバンスの630と同じ。日本人選手では唯一MIKAMIのみが使用。語源は競走馬ディープインパクト。
スクールボーイ
技名の由来どおり簡単な技なのだが、MIKAMIはこれを磨き上げ必殺技として使っている。雪崩式、倒立式、垂直落下式、ジャックナイフ式、起き上がりこぼし式、スワンダイブ式、スライディング式、イグチボム式、腕極め式、2回転式、ブーメラン式を開発している。
デュランダル
両膝式のチンクラッシャー。技名の元は競走馬として活躍したデュランダル。
スティンガー
変型の鎌固め。技名の元は競走馬として活躍したスティンガー。
オルフェーヴル
ラ・マヒストラルのような形からかける変型の腕固め。
技名の元は競走馬のオルフェーヴルで、初披露した2011年10月23日は同馬の三冠制覇をかけた第72回菊花賞が京都競馬場にて行われており、オルフェーヴルが負けた場合は封印するつもりだったという。
フロム・コーナー・トゥ・コーナー・ウィズ・ラダー
コーナー付近で座り込んだ相手に脚立をひっかけるように抱えさせ、反対側コーナーポストからジャンプし脚立にドロップキックを放つ。
マテリアル
ムーンサルトで飛んで空中で半回転してエルボー・ドロップを落とす。語源は競走馬のマティリアル。
エレクトロキューショニスト
450°で飛んでエルボードロップを落とす。技名の元は競走馬として活躍したエレクトロキューショニスト。言葉の意味は電気死刑執行人。
ミカトバラッシュ1号
タノムサク鳥羽との合体技。MIKAMIがミッキーブーメランを、鳥羽が後頭部への低空ドロップキックを同時に行う。
サッカーブーメラン
スーパー宇宙パワーとの合体技。宇宙パワーのサッカーボールキックとMIKAMIのミッキーブーメランを合わせて打ち込む。
ミッキーロケット
トップロープからの半捻り式バックエルボーアタック。語源は2018年の宝塚記念記念馬ミッキーロケット。
インカンテーション
スピン式の変形ヒザ十字固め。語源は競走馬インカンテーション、意味は呪文・呪術。
グランアレグリア
前転し捻りを加えながら丸め込むパッケージホールド。語源は競走馬グランアレグリア、この技で勝利した試合後のG1桜花賞で同馬が勝った事により命名。PURE-J所属AKARIに伝授。

## タイトル歴
DDTプロレスリング
- 第8・14・18代KO-D無差別級王座
- 初代DDT EXTREME級王座
- 第2・3・5・6・26・45代KO-Dタッグ王座（パートナーはスーパー宇宙パワー×2→佐々木貴→タノムサク鳥羽×2→藤波辰爾）
- 第7代KO-D10人タッグ王座（パートナーはポイズン澤田JULIE、GENTARO、佐々木貴、タノムサク鳥羽）
- 第82・142・241・245・744・750・754・756・758・765・967・1592代アイアンマンヘビーメタル級王座

プロレスリング華☆激
- 第18代博多ライトヘビー級王座

アパッチプロレス軍
- 第21代WEWタッグ王座（パートナーは美月凛音）

プロレスリングA-TEAM
- 第35代WEWタッグ王座（パートナーはHASEGAWA）
- 第11代WEWジュニアヘビー級王座

## ラダー（脚立）
MIKAMIが使用する作業用の梯子である。MIKAMI本人は試合中のラダーの使用は奥の手との位置づけている。ラダーは団体の備品ではなく私物のため、DDT時代の管理はMIKAMI個人がしていた。2代目の脚立はアイアンマンヘビーメタル級王者となったこともあり、破損による引退の際には、華やかに引退セレモニーが行われた。現在のラダーは4代目。2代目の脚立は86代と100代のアイアンマンヘビーメタル級王者となっている。1度目は85代王者坂井良宏が防衛戦を行った後、バックステージにて脚立と接触、脚立の下敷きとなって失神し3カウントが入り、脚立が新王者となった。2度目は、自身の引退セレモニー後、バックステージで倒れていた99代目王者高木三四郎の上に倒れかかり王座を奪取した。さらに2007年3月11日の10周年記念興行で久々に登場、バックステージでモルツを飲んで熟睡したエキサイティング吉田の上に倒れ、693代王者になった（なお、MIKAMI自身は9度アイアンマン王者となっている）。